# Pygiptila stellaris
Pygiptila stellaris là một loài chim trong họ Thamnophilidae. Chúng được tìm thấy Bolivia, Brazil, Colombia, Ecuador, French Guiana, Peru, Suriname, và Venezuela.